# بابک جهانبخش
علی جهانبخش  (زادهٔ ۱ فروردین ۱۳۶۲) معروف به بابک جهانبخش، آهنگساز و خوانندهٔ ایرانی است.

## شروع فعالیت هنری
بابک جهانبخش نوازندگی پیانو را از ۵ سالگی زیر نظر استاد آلمانی در مدرسه موسیقی آزاد شهر بوخوم در آلمان آغاز نمود و بعد از پایان تحصیلات پدرش و بازگشت به ایران، علاقه خود را به موسیقی بیشتر دید و به صورت جدی تر موسیقی شرقی را دنبال کرد. اولین کسی که او را به خواننده شدن تشویق کرد مجتبی میرزاده آهنگساز قدیمی بود. او دوره‌های آموزشی جدید را طی کرد و در سال ۷۶ و در ۱۴ سالگی، مجوز رسمی خود را از صدا و سیمای جمهوری اسلامی ایران که در آن زمان با تأیید محمدعلی معلم همراه بود دریافت کرد و در همان سال یک کار را برای صدا و سیما ضبط نمود. از دید بسیاری از کارشناسان جهانبخش یکی از بهترین خواننده‌های پاپ ایران است.

### ممنوع‌الخروجی و ضبط گذرنامه
جهانبخش در ۱۹ دی ۱۴۰۱، در اینستاگرام خود از ممنوع‌الخروجی و ضبط گذرنامه‌اش خبر داد و نوشت بدون دلیل منطقی، سفر و برنامه‌های کاری‌اش «همه خراب شد». این خواننده پاپ ایرانی افزود «بعد از مراجعه به دادگاه و سپس نوشتن تعهد برای کار نکرده» نیز پاسخی دریافت نکرده‌است.

## آلبوم‌ها
در سال ۸۲ تولید اولین آلبوم او شروع شد و در سال ۸۴ آلبوم "چی شده" را روانه بازار کرد و در همان سال هم به عنوان دومین پدیده سال انتخاب شد. او با انتشار آلبوم من و بارون وارد مرحله جدیدی از فعالیت هنری خود شد. ترانه «من و بارون» از این آلبوم به همراهی رضا صادقی دیگر خواننده خوش صدا خوانده شده‌است. این ترانه در فهرست صد ترانه برتر سال ۲۰۱۲ در رادیو جوان سیزدهم شد.
- چی شده (اواخر آذر ۱۳۸۴)

| شماره | نام قطعه         | ترانه‌سرا      | آهنگساز                        | تنظیم کننده     |
| ----- | ---------------- | ------------- | ------------------------------ | --------------- |
| ۱     | می‌دونم           | سالیا هوشمند  | بابک جهانبخش                   | شاهین خسروآبادی |
| ۲     | چی شده           | رویا مجد آریا | پیام هوشمند                    | شاهین خسروآبادی |
| ۳     | یادته            | داود بصیری    | شاهین خسروآبادی                | شاهین خسروآبادی |
| ۴     | حضور             | بهزاد جعفری   | بابک جهانبخش                   | شاهین خسروآبادی |
| ۵     | خورشید و ماه     | پیام هوشمند   | بابک جهانبخش                   | شاهین خسروآبادی |
| ۶     | مادر             | بهزاد جعفری   | بابک جهانبخش                   | شاهین خسروآبادی |
| ۷     | زمزمه            | فرامرز جعفری  | بابک جهانبخش و شاهین خسروآبادی | شاهین خسروآبادی |
| ۸     | تک و تنها        | فرامرز جعفری  | ملودی ترکی                     | شاهین خسروآبادی |
| ۹     | خداحافظ          | مسعود هوشمند  | پیام هوشمند                    | شاهین خسروآبادی |
| ۱۰    | یکی بود یکی نبود | داود بصیری    | بابک جهانبخش                   | شاهین خسروآبادی |
| ۱۱    | نا مهربونی       | فرامرز جعفری  | بابک جهانبخش                   | شاهین خسروآبادی |
| ۱۲    | چی شده (ریمیکس)  |               |                                |                 |

- بی اسم (۲۲ آبان ۱۳۸۷)

| شماره | نام قطعه             | ترانه‌سرا          | آهنگساز      | تنظیم کننده |
| ----- | -------------------- | ----------------- | ------------ | ----------- |
| ۱     | اگه نباشی            | بابک صحرایی       | بابک جهانبخش | پوریا حیدری |
| ۲     | فال                  | مهدیه عرب         | علی صمدی     | پوریا حیدری |
| ۳     | رسمش نبود            | بهاره رسول زادگان | بابک جهانبخش | پوریا حیدری |
| ۴     | برو دیگه             | ترانه مکرم        | بابک جهانبخش | پوریا حیدری |
| ۵     | زمستون               | نغمه قاسمی        | بابک جهانبخش | پوریا حیدری |
| ۶     | به کی داری فکر می‌کنی | مریم اسدی         | بابک جهانبخش | پوریا حیدری |
| ۷     | از چشم من            | حمیدرضا صمدی      | بابک جهانبخش | پوریا حیدری |
| ۸     | تازگیا               | علی بحرینی        | بابک جهانبخش | پوریا حیدری |
| ۹     | چی نصیبت میشه        | مریم اسدی         | بابک جهانبخش | پوریا حیدری |
| ۱۰    | می‌میرم               | مهدیه عرب         | بابک جهانبخش | پوریا حیدری |
| ۱۱    | فکرشو کن             | داریوش شهریاری    | بابک جهانبخش | پوریا حیدری |

- احساس (۳۰ خرداد ۱۳۸۹)

| شماره | نام قطعه     | ترانه‌سرا             | آهنگساز      | تنظیم کننده  |
| ----- | ------------ | -------------------- | ------------ | ------------ |
| ۱     | با تو        | امیر مسعود میردامادی | بابک جهانبخش | بابک جهانبخش |
| ۲     | احساس        | زینب علاقه           | پیام هوشمند  | پیام هوشمند  |
| ۳     | رفتی و شکستی | زینب علاقه           | بابک جهانبخش | پیام هوشمند  |
| ۴     | کجایی        | امیر مسعود میردامادی | پیام هوشمند  | پیام هوشمند  |
| ۵     | یاد تو       | داریوش شهریاری       | بابک وزیری   | پوریا حیدری  |
| ۶     | بد نیست      | مریم اسدی            | بابک جهانبخش | پیام هوشمند  |
| ۷     | بی ستاره     | سمیه کاویانی         | بابک جهانبخش | پوریا حیدری  |
| ۸     | بیخودی       | مریم اسدی            | بابک جهانبخش | پوریا حیدری  |
| ۹     | به کسی چه    | نغمه قاسمی           | بابک جهانبخش | پوریا حیدری  |
| ۱۰    | بخشیدمت      | بابک صحرایی          | بابک جهانبخش | پوریا حیدری  |
| ۱۱    | پناهم بده    | بابک صحرایی          | بابک جهانبخش | پوریا حیدری  |

- زندگی من (۱۷ خرداد ۱۳۹۰)

| شماره | نام قطعه     | ترانه‌سرا             | آهنگساز        | تنظیم کننده     |
| ----- | ------------ | -------------------- | -------------- | --------------- |
| ۱     | باور کن      | بابک جهانبخش         | بابک جهانبخش   | امیرحسین اویسی  |
| ۲     | زندگی من     | محسن شیرالی          | بابک جهانبخش   | انوشیروان تقوی  |
| ۳     | دوست دارم    | بابک جهانبخش         | بابک جهانبخش   | بابک جهانبخش    |
| ۴     | هذیون        | علی بحرینی           | پیام هوشمند    | پیام هوشمند     |
| ۵     | عاشقی        | مریم اسدی            | بابک جهانبخش   | انوشیروان تقوی  |
| ۶     | افسانه       | محسن شیرالی          | بابک جهانبخش   | امیر حسین اویسی |
| ۷     | عادت         | سالیا هوشمند         | پیام هوشمند    | بابک جهانبخش    |
| ۸     | تو رو می‌خوام | مریم اسدی            | انوشیروان تقوی | انوشیروان تقوی  |
| ۹     | گذشته        | رویا مجد آریا        | بابک جهانبخش   | انوشیروان تقوی  |
| ۱۰    | انگیزه       | امیر مسعود میردامادی | پیام هوشمند    | پیام هوشمند     |

- من و بارون (۲۱ تیر ۱۳۹۱)

| شماره | نام قطعه                           | ترانه‌سرا                   | آهنگساز      | تنظیم کننده  |
| ----- | ---------------------------------- | -------------------------- | ------------ | ------------ |
| ۱     | همه دنیام                          | یاحا کاشانی                | بابک جهانبخش | کوشان حداد   |
| ۲     | دیدنی شدی                          | سید محمد کاظمی             | پیام هوشمند  | پیام هوشمند  |
| ۳     | ای دل                              | بابک جهانبخش و پیام هوشمند | بابک جهانبخش | بابک جهانبخش |
| ۴     | مواظب خودت باش                     | علیرضا پیروزی              | بابک جهانبخش | سعید مدرس    |
| ۵     | من و بارون                         | بابک جهانبخش               | بابک جهانبخش | بابک جهانبخش |
| ۶     | به خودت باختمت                     | محسن شیرالی                | بابک جهانبخش | کوشان حداد   |
| ۷     | ایده‌آل                             | محسن شیرالی                | بابک جهانبخش | امیر فتحی    |
| ۸     | اقرار                              | محسن شیرالی                | بابک جهانبخش | هومن نامداری |
| ۹     | ای کاش                             | سید محمد کاظمی             | بابک جهانبخش | علی واریان   |
| ۱۰    | دوباره (ریمیکس)                    | علی بحرینی                 | بابک جهانبخش | پیام هوشمند  |
| ۱۱    | من و بارون (با هم صدایی رضا صادقی) | بابک جهانبخش               | بابک جهانبخش | بابک جهانبخش |

- اکسیژن (۲۲ مرداد ۱۳۹۲)[۹]

| شماره | نام قطعه      | ترانه‌سرا      | آهنگساز        | تنظیم کننده      |
| ----- | ------------- | ------------- | -------------- | ---------------- |
| ۱     | اکسیژن        | محسن شیرالی   | بابک جهانبخش   | کوشان حداد       |
| ۲     | منو نگاه کن   | یاحا کاشانی   | بابک جهانبخش   | افشین خواجه نژاد |
| ۳     | تا حالا شده   | بابک جهانبخش  | بابک جهانبخش   | بابک جهانبخش     |
| ۴     | یه چیزی میگی  | علی نادری‌تبار | پیام هوشمند    | پیام هوشمند      |
| ۵     | بسه دیگه      | ترانه مکرم    | بابک جهانبخش   | رضا تاجبخش       |
| ۶     | راز           | محسن شیرالی   | بابک جهانبخش   | بابک جهانبخش     |
| ۷     | چه حس خوبی    | یاحا کاشانی   | بابک جهانبخش   | کوشان حداد       |
| ۸     | رویای شیرین   | محسن شیرالی   | بابک جهانبخش   | انوشیروان تقوی   |
| ۹     | عذاب          | محسن شیرالی   | بابک جهانبخش   | اشکان آبرون      |
| ۱۰    | فقط به عشق تو | مریم اسدی     | عماد طالب زاده | معین راهبر       |
| ۱۱    | روزمرگی       | بیتا طاعی     | پیام هوشمند    | پیام هوشمند      |
| ۱۲    | خونه          | یاحا کاشانی   | بابک جهانبخش   | رضا تاجبخش       |

- مدار بی‌قراری (۲۳ شهریور ۱۳۹۳)

| شماره | نام قطعه     | ترانه‌سرا     | آهنگساز           | تنظیم کننده        |
| ----- | ------------ | ------------ | ----------------- | ------------------ |
| ۱     | معجزه        | محسن شیرالی  | امیر میلاد نیکزاد | امیر میلاد نیکزاد  |
| ۲     | مدار بی‌قراری | محسن شیرالی  | بابک جهانبخش      | امیر حسین اویسی    |
| ۳     | همین یه بار  | محسن شیرالی  | بابک جهانبخش      | رضا تاجبخش         |
| ۴     | جاه طلب      | محسن شیرالی  | بابک جهانبخش      | نیمان              |
| ۵     | اسطوره       | محسن شیرالی  | انوشیروان تقوی    | انوشیروان تقوی     |
| ۶     | حواست نیست   | محسن شیرالی  | بابک جهانبخش      | مسعود همایونی      |
| ۷     | عاشقتر       | بابک جهانبخش | بابک جهانبخش      | انوشیروان تقوی     |
| ۸     | اشتباه       | محسن شیرالی  | بابک جهانبخش      | رضا تاجبخش         |
| ۹     | هنرمند       | محسن شیرالی  | بابک جهانبخش      | امیر حسین اویسی    |
| ۱۰    | اعتراف       | محسن شیرالی  | بابک جهانبخش      | امیر حسین کاشانیان |
| ۱۱    | هویت         | محسن شیرالی  | بابک جهانبخش      | مسعود همایونی      |
| ۱۲    | دلتنگی       | محسن شیرالی  | بابک جهانبخش      | معین راهبر         |

- حالم خوبه (۲۲ اردیبهشت ۱۳۹۵)

| شماره | نام قطعه        | ترانه‌سرا            | آهنگساز         | تنظیم کننده    |
| ----- | --------------- | ------------------- | --------------- | -------------- |
| ۱     | حالم خوبه       | امیرمسعود میردامادی | بابک جهانبخش    | امیرحسین اویسی |
| ۲     | تصمیم           | حامد صوفی پور       | بابک وزیری      | آرون حسینی     |
| ۳     | تو رو دوست دارم | علی استیری          | بابک جهانبخش    | انوشیروان تقوی |
| ۴     | پاییز           | بابک جهانبخش        | بابک جهانبخش    | رضا تاجبخش     |
| ۵     | جاذبه           | امیرمسعود میردامادی | پیام هوشمند     | پیام هوشمند    |
| ۶     | شاید            | بابک بابایی         | آصف بایرام‌زاده  | مسعود همایونی  |
| ۷     | خاص             | محمد کاظمی          | امیرعلی زمانیان | امیرحسین اویسی |
| ۸     | هرگز            | محسن شیرالی         | بابک جهانبخش    | امیرحسین اویسی |
| ۹     | باید برم        | مهشاد عرب           | پیام هوشمند     | پیام هوشمند    |
| ۱۰    | می‌ترسم          | مهران هادیان        | بابک جهانبخش    | اشکان آبرون    |

- مشهور (۱۶ آبان ۱۴۰۳)

| شماره | نام قطعه      | ترانه‌سرا        | آهنگساز           | تنظیم کننده     |
| ----- | ------------- | --------------- | ----------------- | --------------- |
| ۱     | شهر شلوغ      | مهداد همایون‌پور | مهداد همایون‌پور   | مهداد همایون‌پور |
| ۲     | حاضر جواب     | مهدی ایوبی      | مهدی منافی        | مجید ملوندی     |
| ۳     | مجنون         | بابک بابایی     | بابک بابایی       | آرش آزاد        |
| ۴     | مشهور         | محسن شیرالی     | بابک جهانبخش      | کوشان حداد      |
| ۵     | میریم جنوب    | پیام ربیعی      | مهدی ابراهیمی‌نژاد | هومن آزما       |
| ۶     | بارون تموم شد | بابک صحرایی     | بابک جهانبخش      | اشکان آبرون     |
| ۷     | دوباره بخند   | ساره تاجیک      | وحید پویان        | سعید زمانی      |

## تک‌آهنگ‌ها
| تاریخ پخش        | نام قطعه              | ترانه‌سرا            | آهنگ‌ساز        | تنظیم‌کننده     | توضیحات |  |
| ---------------- | --------------------- | ------------------- | -------------- | -------------- | --- |  |
| ۱۴ اسفند ۱۳۸۵    | ازم دوری نکن          | بابک جهانبخش        | بابک جهانبخش   | بابک جهانبخش   | با هم‌صدایی پوریا حیدری |  |
|                  | باغ بلور              |                     |                |                | |  |
|                  | سپیده                 |                     |                |                | |  |
|                  | چیکار کنم             |                     |                |                | |  |
|                  | دوباره                |                     |                |                | |  |
|                  | همیشه                 |                     |                |                | |  |
|                  | من که باورم نمیشه     |                     |                |                | |  |
|                  | پایان                 |                     |                |                | با هم‌صدایی پوریا حیدری |  |
| ۲۱ فروردین ۱۳۸۶  | فکرشو کن              | داریوش شهریاری      | بابک جهانبخش   | پوریا حیدری    | بعدها در آلبوم بی اسم |  |
|                  | تازگیا                | علی بحرینی          | بابک جهانبخش   | پوریا حیدری    | بعدها در آلبوم بی اسم |  |
|                  | خاطره                 |                     |                |                | |  |
| ۱۳۸۸             | کاسهٔ گندم             | حامد عسکری          | مهران خالصی    | مهران خالصی    | از آلبوم چند‌خواننده‌ای هشت |  |
| ۱۳۸۸             | دریا                  | بابک صحرایی         |                |                | در فیلم دو خواهر |  |
| ۱۳۸۸             | پناهم بده             | بابک صحرایی         | بابک جهانبخش   | پوریا حیدری    | در فیلم دو خواهر و بعدها در آلبوم احساس                                                                                       |  |
| ۱۳۸۸             | منو از یاد ببر        |                     |                |                | در فیلم دو خواهر |  |
| ۱۳۸۸             | تابلوهای نقاشی (دمو)  |                     |                |                | در فیلم دو خواهر |  |
| ۱۳۸۸             | تمومه                 |                     |                |                | در فیلم دو خواهر |  |
| ۱۳۸۸             | تیک و تیک             |                     |                |                | در فیلم دو خواهر |  |
| ۱۳۸۸             | سخته                  |                     |                |                | |  |
| ۱۳۸۹             | دوست دارم             | بابک جهانبخش        | بابک جهانبخش   | بابک جهانبخش   | بعدها در آلبوم زندگی من |  |
| ۱۳۹۰             | عاشقم کن              | امیرحسین الله‌یاری   | بابک جهانبخش   | بابک جهانبخش   | تیتراژ برنامهٔ نیمروز - با دکلمۀ علی ضیا                                                                                       |  |
| ۱۳۹۱             | آتیشم بزن             | محسن شیرالی         | بابک جهانبخش   | امیرحسین اویسی | میکس و مسترینگ آرش پاکزاد |  |
| ۱۳۹۰             | دلسرد نشو از عشق      | محسن شیرالی         | بابک جهانبخش   | انوشیروان تقوی | از آلبوم چندخواننده‌ای خاص |  |
| ۱۳۹۱             | بی تو می‌میرم          | یاحا کاشانی         | بابک جهانبخش   | بابک جهانبخش   | میکس و مسترینگ آرش پاکزاد |  |
| ۱۳۹۱             | تو چشمای منی          | محسن شیرالی         | بابک جهانبخش   | بهزاد گرجی پور | میکس و مسترینگ آرش پاکزاد |  |
| ۳۰ آذر ۱۳۹۲      | برف                   | یاحا کاشانی         | بابک جهانبخش   | رضا تاجبخش     | میکس و مسترینگ آرش پاکزاد - تیتراژ برنامهٔ برف می‌باره (شب یلدا)                                                                |  |
| ۱۳۹۲             | من و سازم             | بابک جهانبخش        | بابک جهانبخش   | کوشان حداد     | میکس و مسترینگ آرش پاکزاد |  |
| ۱۳۹۳             | صدای عشق              | مهرزاد امیرخانی     | فرشید ادهمی    | معین راهبر     | |  |
| ۲۹ فروردین ۱۳۹۴  | فراموش کردم           | بابک جهانبخش        | بابک جهانبخش   | انوشیروان تقوی | |  |
| ۸ خرداد ۱۳۹۴     | دریا (ریمیکس)         | بابک صحرایی         |                |                | ریمیکس مهران عباسی |  |
| ۱۰ تیر ۱۳۹۴      | سکوت                  | محسن شیرالی         | بابک جهانبخش   | رضا تاجبخش     | تیتراژ ماه‌عسل ۹۴ (به دلیل عدم توافق جهانبخش و علیخانی، امیرعلی بهادری خوانندهٔ تیتراژ ماه‌عسل ۹۴ شد.)                           |  |
| ۸ مرداد ۱۳۹۴     | طهران                 | مهران هادیان        | بابک جهانبخش   | امیرحسین اویسی | میکس و مسترینگ آرش پاکزاد |  |
| ۱۵ مرداد ۱۳۹۴    | استقلال               | افشین یداللهی       |                | سینا ملکی      | سرود رسمی باشگاه فرهنگی ورزشی استقلال تهران - با هم‌صدایی سعید عرب و حسام کارآموز و دکلمۀ پویا امینی میکس و مسترینگ آرش پاکزاد |  |
| ۱۱ دی ۱۳۹۴       | مثل همه               | پوریا متابعان       | انوشیروان تقوی | انوشیروان تقوی | میکس و مسترینگ آرش پاکزاد |  |
| ۳ بهمن ۱۳۹۴      | به کسی چه (ورژن جدید) | نغمه قاسمی          | بابک جهانبخش   | مسعود همایونی  | میکس و مسترینگ آرش پاکزاد |  |
| ۲۹ اسفند ۱۳۹۴    | اینا یعنی عشق         | امیرمسعود میردامادی | بابک جهانبخش   | کوشان حداد     | میکس و مسترینگ آرش پاکزاد |  |
| ۱۳ تیر ۱۳۹۵      | خواب                  | نغمه قاسمی          | بابک جهانبخش   | رضا تاجبخش     | میکس و مسترینگ حمیدرضا آداب                                                                                                   |  |
| ۱۳۹۵             | یه ساعت، فکرِ راحت     | محسن شیرالی         | آصف بایرام‌زاده | هومن آزما      | |  |
| ۱۳۹۵             | روزای ابری            | پریسا سیَر           | آصف بایرام‌زاده | مسعود همایونی  | |  |
| ۱۳۹۵             | منظومهٔ احساس          | محسن شیرالی         | بابک جهانبخش   | سعید شمس       | |  |
| ۱۳۹۵             | کافه پاییز            | مهدی ایوبی          | میلاد بابایی   | امیر عرشیا     | |  |
| ۱۳۹۶             | بوی عیدی              | مهدی ایوبی          | بابک جهانبخش   | رضا تاجبخش     | |  |
| ۱۵ تیر ۱۳۹۶      | دیوونه جان            | محسن شیرالی         | بابک جهانبخش   | معین راهبر     | |  |
| ۱۳۹۶             | تو که حساسی           | مهدی ایوبی          | بابک جهانبخش   | معین راهبر     | با هم‌صدایی رضا صادقی |  |
| ۱۳۹۶             | حوّای من               | مهدی ایوبی          | بابک جهانبخش   | معین راهبر     | |  |
| ۱۳۹۶             | پریزاد                | محسن شیرالی         | بابک جهانبخش   | معین راهبر     | |  |
| ۱۳۹۷             | تو همونی که           | بابک بابایی         | بابک بابایی    | شهراد امیدوار  | |  |
| ۱۳۹۷             | تو اینجایی            | یاحا کاشانی         | بابک جهانبخش   | کوشان حداد     | تیتراژ درجه ۱ |  |
| ۱۳۹۷             | ای وای                | محسن شیرالی         | بابک جهانبخش   | معین راهبر     | |  |
| ۱۳۹۷             | من هستم               | محسن شیرالی         | بابک جهانبخش   | معین راهبر     | |  |
| ۱۳۹۷             | زیبای بی تاب          | محسن شیرالی         | بابک جهانبخش   | معین راهبر     | آهنگ استفاده شده در سریال رقص روی شیشه                                                                                        |  |
| ۱۳۹۸             | زندگی ادامه داره      | بابک صحرایی         | بابک جهانبخش   | معین راهبر     | |  |
| ۱۳۹۸             | از خوشی می‌میرم        | مهدی ایوبی          | بابک جهانبخش   | حامد برادران   | |  |
| ۱۳۹۸             | هیچ                   | محسن شیرالی         | بابک جهانبخش   |                | میکس و مسترینگ میلاد فرهودی                                                                                                   |  |
| ۱۳۹۹             | پایان تازه            | محسن شیرالی         | وحید پویان     | هومن آزما      | |  |
| ۱۳۹۹             | حیف                   | امیرمسعود میردامادی | بابک جهانبخش   | معین راهبر     | |  |
| ۱۳۹۹             | آدمکش                 | مهدی ایوبی          | بابک جهانبخش   | محمدرضا رهنما  | |  |
| ۱۳۹۹             | با من باش             | مهدی ایوبی          | بابک جهانبخش   | هومن آزما      | |  |
| ۱۴۰۰             | نگم برات              | مهدی ایوبی          | پوریا متابعان  | پوریا متابعان  | میکس و مسترینگ هومن آزما |  |
| ۱۴۰۰             | سازش                  | مرتضی مسعودی        | مرتضی مسعودی   | هومن آزما      | میکس و مسترینگ هومن آزما |  |
| ۱۴۰۰             | یادم نمیره            | یاحا کاشانی         | بابک جهانبخش   | معین راهبر     | میکس و مسترینگ معین راهبر |  |
| ۱۴۰۱             | تو منو کی کشتی        | یاحا کاشانی         | بابک جهانبخش   | معین راهبر     | میکس و مسترینگ معین راهبر |  |
| ۱۶ بهمن ۱۴۰۱     | خودمو دارم که         | نرگس جعفری          | علی نورایی     | معین راهبر     | میکس و مسترینگ معین راهبر |  |
| ۱ فروردین ۱۴۰۲   | شرح شیرین             | محسن شیرالی         | بابک جهانبخش   | هومن آزما      | میکس و مسترینگ هومن آزما |  |
| ۱۱ اردیبهشت ۱۴۰۲ | عاشقتم که             | مهدی ایوبی          | بابک جهانبخش   | حامد برادران   | |  |
| ۱۴ تیر ۱۴۰۲      | حال منو خوب کن        | پوریا متابعان       | پوریا متابعان  | پوریا متابعان  | میکس و مسترینگ سیاوش صدری |  |
| ۳ مهر ۱۴۰۲       | دل من                 | مهدی ایوبی          | وحید پویان     | سعید زمانی     | میکس و مسترینگ سعید زمانی |  |
| ۱۲ اسفند ۱۴۰۲    | ترفند                 | نرگس جعفری          | بابک جهانبخش   | سعید زمانی     | میکس مسترینگ: سعید زمانی |  |
| ۳۰ فروردین ۱۴۰۳  | ماه من                | صابر قدیمی          | فرامرز نصیری   | معین راهبر     | میکس و مسترینگ: معین راهبر |  |

## آهنگسازی برای دیگران
بابک جهانبخش مبانی آهنگسازی و تنظیم و دوره‌های تئوریک موسیقی را زیر نظر استادان بزرگ موسیقی همچون مرتضی دلشاد، مجتبی میرزاده، مسعود میردامادی و… طی کرده‌است و با موفقیت به اتمام رسانده‌است. برخی از ترانه‌هایی که آهنگسازی و تنظیم آن به عهده او بوده‌است عبارت است از:
| نام ترانه   | خواننده      | ترانه‌سرا     | آهنگساز      | تنظیم          | آلبوم       |
| ----------- | ------------ | ------------ | ------------ | -------------- | ----------- |
| اتفاق       | علی مختارپور | محسن شیرالی  | بابک جهانبخش | بابک جهانبخش   | -           |
| اما نشد     | کاوه رفیعیان | بابک جهانبخش | بابک جهانبخش | بابک جهانبخش   | تحمل ندارم  |
| ازم نپرس    | محمد جعفری   | بابک جهانبخش | بابک جهانبخش | بابک جهانبخش   | سرگیجه      |
| قاب کهنه    | محمد جعفری   | بابک جهانبخش | بابک جهانبخش | بابک جهانبخش   | سرگیجه      |
| دل سپرده    | سها          | بابک جهانبخش | بابک جهانبخش | بابک جهانبخش   | -           |
| نگو برگرد   | بابک زارع    | سمیه کاویانی | بابک جهانبخش | پوریا حیدری    | -           |
| تو رو باختم | عارف محمدی   | بابک جهانبخش | بابک جهانبخش | کوشان حداد     | ببخشید شما! |
| دلت می‌خواد  | رضا خضری     |              | بابک جهانبخش | مهدی گرناوی    | یاقوت ۲۷    |
| احساس       | آرمان صالحی  | محسن شیرالی  | بابک جهانبخش | امیرحسین اویسی |             |
| خبری نیست   | مبین رسایی   | یاحا کاشانی  | بابک جهانبخش | معین راهبر     |             |

## کنسرت‌ها
بابک جهانبخش سابقه حضور در جشنواره موسیقی فجر را دارد، در پنجمین جشنواره موسیقی مقاومت روز ۲۳ مرداد ۱۳۹۲، بابک جهانبخش در کنار ۴ خواننده دیگر به اجرا پرداخت. ترانه «جاده عشق» سروده محسن شیرالی حماسی بوده و برای اولین بار در این جشنواره اجرا شد. همچنین ترانه‌های «من و بارون» و «دریا» که از آثار برتر بابک جهانبخش در این جشنواره اجرا شد.
بابک جهانبخش در سال ۱۳۹۹ که دوران اوج ویروس کووید ۱۹ در ایران بود، تصمیم به برگزاری کنسرت آنلاین گرفت که در روزهای ۲۶ و ۲۷ آذر پخش شد.
خود بابک جهانبخش در این روزها به علت سکته قلبی و گرفتگی سه رگ اصلی قلب، در بیمارستان بستری بود و پس از جراحی قلب باز و گذراندن چند روز در بخش مراقبت‌های ویژه از بیمارستان ترخیص شد.